# Rita Eriksen
Rita Eriksen (Sola, 26 maggio 1966) è una cantante norvegese.

## Biografia
Rita Eriksen è salita alla ribalta nei primi anni '90 come metà del duo Eriksen, che ha fondato insieme al fratello chitarrista Frank e con cui ha pubblicato quattro album. Parallelamente, ha proseguito la sua carriera come solista iniziata nel 1998 con l'album Back from Wonderland, e nel 1996 ha registrato l'album Tideland in collaborazione con l'artista irlandese Dolores Keane. Il disco ha raggiunto la 12ª posizione della classifica norvegese.
Nel 2008 è uscito il terzo album Hjerteslag, che oltre a regalare a Rita Eriksen il piazzamento in classifica migliore della sua carriera (ha infatti raggiunto il 6º posto), le ha fruttato una candidatura ai premi Spellemann, il principale riconoscimento musicale norvegese, per il miglior album country. Ha fatto seguito il disco natalizio Velkommen inn, che nel 2009 ha raggiunto il 10º posto in classifica, mentre il quinto album Øyeblikk è uscito nel 2014 e si è fermato all'11ª posizione.

## Discografia

### Album
- 1988 – Back from Wonderland
- 1996 – Tideland (con Dolores Keane)
- 2008 – Hjerteslag
- 2009 – Velkommen inn
- 2014 – Øyeblikk

### Singoli
- 1988 – My Chance Tonight/Your Mama Don't Dance
- 1988 – Back from Wonderland/I'm In Heaven/Crazy
- 1989 – Full av nattens stjerner/Hispaniola (con Lars Marius Holm e Guri Schanke)
- 1998 – Skarpe skår (con i Tre Små Kinesere)
- 2002 – Tålt (con Bjørn Eidsvåg)
- 2007 – Eg lengtar heim i kveld (con Torolf Nordbø)
- 2008 – Karl Johan
- 2008 – Eg vandra langs med elvå
- 2014 – Der ingenting skjer
- 2015 – Duetten (con Vidar Johnsen)